# 西川辰美
西川 辰美（にしかわ たつみ、本名同じ、1916年（大正5年）6月30日 - 1971年（昭和46年）3月7日）は、日本の昭和期に活動した漫画家。東京府東京市南葛飾郡（現・東京都葛飾区）出身。男性。
弟は落語家の柳家きん平。

## 人物
北澤楽天の弟子。京華商業高等学校在学中から漫画の投稿を行う。高校卒業後、味の素に入社して広告部に在籍。1937年に徴兵され、幹部候補生・陸軍中尉となった。1950年に子供マンガ新聞にて『セコちゃん』でデビューし、漫画家に専念する。
1964年に日本漫画家協会が発足する際、発起人の小島功に賛同する漫画集団はサラリーマン経験がある西川の事務能力に目を付けて小島に引き合わせた。
代表作は1954年から1955年まで『読売新聞』で連載されていた『おトラさん』で、実写映画にもなり、続編として『主婦の友』で連載された『女中のおトラさん』がある。他に『カアちゃん』『おセワさん』など。また、日本初の民放テレビ局として1953年8月28日に開局した日本テレビ放送網で開局当日に放送された森永ミルクキャラメルのCM「やっぱり森永ネ」のアニメーション製作も手掛けた。
1969年4月から1970年3月までNHKで放送された討論番組「あなたの椅子」では司会を務めた。
1971年3月7日、食道静脈瘤破裂のため東京医科大学病院で死去。

## 著作
- セコちゃん （文陽社、1952年）
- おトラさん （第1-3巻 きんらん社、1957年）
- カアちゃん （第1-5集 きんらん社、1957年 - 1958年）
- おトラさん （小学館文庫、1977年6月）
- 西川辰美の本 （西川辰美の本刊行会、1977年6月）